# 御山神社
御山神社（みやまじんじゃ）は、広島県廿日市市宮島町にある神社。厳島神社奥宮で、宮島（厳島）の弥山山頂付近に所在する。

## 祭神
厳島神社同様、宗像三女神を祀る。
- 市杵島姫命（いちきしまひめのみこと）
- 田心姫命（たごりひめのみこと）
- 湍津姫命（たぎつひめのみこと）

## 歴史
平清盛が厳島神社を造営した際、奥宮として建立したと伝えられる。
江戸時代までは三鬼神（追帳鬼神・魔羅鬼神・時眉鬼神）を祀る三鬼堂であったが、神仏分離令により宗像三女神を祀る御山神社となり、三鬼堂は弥山本堂近くに新たに建立された。

## 境内
三女神を祀る一間社流造の本殿三棟が品字形に並ぶ。

## 交通アクセス
- 宮島ロープウェー獅子岩駅から、弥山本堂経由で約30分。